# つくもがみ貸します
『つくもがみ貸します』（つくもがみかします）は、畠中恵による日本の小説。2007年9月25日に角川書店から単行本が刊行され、その後文庫本が角川文庫から刊行された。
2013年から「つくもがみシリーズ」としてシリーズ化され、同年3月26日には続編『つくもがみ、遊ぼうよ』（つくもがみ、あそぼうよ）が刊行された。2018年には『小説 野性時代』にて『つくもがみ笑います』（つくもがみわらいます）が連載された。累計発行部数は2017年10月現在、60万部を突破している。

## あらすじ
つくもがみ貸します
江戸の深川にある古道具屋兼損料屋「出雲屋」には、100年の時を経て付喪神と化した古道具が数多く置いてある。噂話が大好きな付喪神たちは、貸し出された先々で様々な噂を聞きつけては、それを話題の種とする。彼らの声を聞くことが出来る出雲屋の清次とお紅は、彼らが拾ってくる騒動を解決していくが、その中でお紅の意中の相手で行方知らずの佐太郎の消息を図らずも知ることとなる。

## 登場キャラクター
声の項はテレビアニメ版の声優。

### 人間
清次（せいじ）
声 - 榎木淳弥
本作の主人公。出雲屋の主人。21歳。「清次の周りでは妙な声が聞こえる」という噂がありながらも、優しく人情に厚い性格から町の人々に可愛がられている。一方でお紅を支えるためにもしっかりしたいという思いが空回りすることが多々あり、付喪神たちから侮られることも多い。出雲屋の先代主人で子供のいなかったお紅の叔父が、知人から引き取ったもらいっ子であり、お紅と血縁関係はない。幼いころからお紅を「姉さん」と呼んでおり、成長してからは彼女に対して淡い想いを抱くようになる。
お紅（おこう）
声 - 小松未可子
本作のヒロイン。清次より1歳年上の義理の従姉。優しく可愛らしい容姿と明朗快活な性格が特徴で、血のつながらない清次にも姉のように接する。元は日本橋の古道具屋「小玉屋」の一人娘だったが、本編の4年前に店が火事に巻き込まれて父親の久兵衛を亡くし、出雲屋に引き取られた。佐太郎と彼が紛失した香炉「蘇芳」の行方を探しており、佐太郎のことが気になって嫁入りできずにいる。
佐太郎（さたろう）
声 - 櫻井孝宏
唐物屋の大店「飯田屋」の若旦那。俳諧を嗜み、自身が好きな蘇芳色にちなむ「蘇芳」という俳号をもつ。優れた容姿と人当たりの良い性格から好人物で通っている。住吉屋のお佳乃との縁談を断ってまでお紅に求婚の意志を伝えていたが、小玉屋が火事に巻き込まれた直後、お佳乃から貰った香炉「蘇芳」を紛失。この機会を利用して商才を磨くことを決意し、周囲から「駆け落ちしようとして香炉を売り飛ばした」と思われることを恐れず、行方をくらます。

### 付喪神
基本的に清次たちから話しかけても応答はせず、静かな時に勝手に騒ぎ出す。並の道具とは格が違うという意識から清次たちに扱われるを嫌うが、興味のある風聞を入手しようとする場合はあまり文句を言わずに貸し出されることが多い。
野鉄（のてつ）
声 - 奈良徹
蝙蝠の形をした根付の付喪神。空を飛ぶことができ、人間たちに知られることなく情報を集めることが出来る。
月夜見（つくよみ）
声 - 仲野裕
闇夜に浮かぶ満月が描かれた掛軸の付喪神。付喪神のなかでも特に気位が高く、周りの付喪神も手を焼いている。
五位（ごい）
声 - 平川大輔
雁首に鷺の絵が描かれた煙管の付喪神。付喪神のなかでも特に落ち着いた性格で、付喪神たちのリーダー格として振る舞うことが多い。
お姫（おひめ）
声 - 明坂聡美
良い値で貸し出される豪華な姫様人形の付喪神。付喪神たちのなかでも特におしゃべり好きで耳年増。
うさぎ
声 - 井口裕香
櫛の付喪神。好奇心旺盛で、情報収集が得意。
利休鼠（りきゅうねずみ）
声 - 井口祐一
ネズミの形をした根付の付喪神。武家である佐久間家の跡取りの印である貴重品。
裏葉柳（うらはやなぎ）
声 - 寺島拓篤
病死した後も恋人が忘れられず、青磁の香炉に霊として憑いた男。香を薫くと人影が見えると噂されたため売り飛ばされた。
唐草（からくさ）
金唐革でできた財布の付喪神。付喪神と化してまだ日が浅い。
黄君（おうくん）
声 - 大西弘祐
琥珀の帯留の付喪神。元は小玉屋にいたため、お紅の過去をよく知る。
青海波（せいかいは）
お紅が祖母から譲り受けた守り袋の付喪神。お紅の過去や佐太郎との関係について精通している。
猫神（ねこがみ）
声 - 虎渡瑞季
大阪から江戸に流れてきた象牙製の根付の付喪神。行方をくらませた佐太郎の手がかりを知っている。

## 既刊一覧
- 畠中恵（著）・三木謙次（表紙）、KADOKAWA〈角川書店〉
  - 『つくもがみ貸します』2007年9月25日発売[5]、ISBN 978-4-04-873786-9
  - 『つくもがみ、遊ぼうよ』2013年3月26日発売[6]、ISBN 978-4-04-110409-5
  - 『つくもがみ笑います』2019年1月10日発売[7]、ISBN 978-4-04-107228-8

- 畠中恵（著）・三木謙次（表紙）、KADOKAWA〈角川文庫〉
  - 『つくもがみ貸します』2010年6月23日発売[8]、ISBN 978-4-04-388802-3
  - 『つくもがみ、遊ぼうよ』2016年4月23日発売[9]、ISBN 978-4-04-103880-2
  - 『つくもがみ笑います』2020年9月24日発売[10]、ISBN 978-4-04-109965-0
- 畠中恵（著）・もけお（表紙）、KADOKAWA〈角川つばさ文庫〉
  - 『つくもがみ貸します』2018年6月15日発売[11]、ISBN 978-4-04-631796-4

## 漫画
KADOKAWAの電子雑誌『B's-LOG COMIC』Vol.66からVol.76まで連載された。作画は小神奈々。
- 小神奈々（著）・畠中恵（原作）・星野リリィ（キャラクター原案） 『つくもがみ貸します』KADOKAWA〈B's-LOG COMICS〉、全2巻
  1. 2018年10月1日発売[13]、ISBN 978-4-04-735363-3
  2. 2019年6月1日発売[14]、ISBN 978-4-04-735651-1

## テレビアニメ
2018年7月から10月にかけて、NHK総合にて放送された。ナレーションは片岡愛之助。
その2年後となる2020年9月30日から12月16日にかけて、Eテレで再放送が行われた。

### スタッフ
- 原作 - 畠中恵[16]
- 監督 - むらた雅彦[16]
- シリーズ構成 - 下山健人[16]
- キャラクター原案・エンドカード - 星野リリィ[16]
- キャラクターデザイン - 谷野美穂、吉沼裕美[16]
- 美術監督 - 村本奈津江[16]
- 色彩設計 - 岡亮子[16]
- 撮影監督 - 蒲原有子[16]
- 編集 - 小須田一樹
- 音響監督 - えびなやすのり[16]
- 音楽 - 佐藤五魚[16]
- 音楽制作 - トムス・ミュージック、橋本彩子
- プロデューサー - 吉武真太郎、岸田拓磨、吉原聡
- アニメーションプロデューサー - 田中奈都湖
- アニメーション制作 - テレコム・アニメーションフィルム[16]
- 製作 - つくもがみ製作委員会（KADOKAWA、トムス・エンタテインメント、NHKエンタープライズ、ビーイング、ユニバーサル・ミュージック、ソニー・ミュージックコミュニケーションズ）

### 主題歌
「Get Into My Heart」
オープニングテーマ。作詞はMIYAVI、Kanata Okajima、Lenard Skolnik、Seann Bowe、Troi Irons、作曲はMIYAVI、Lenard Skolnik、Seann Bowe、Troi Irons、歌はMIYAVI vs シシド・カフカ。
「今宵は夢を見させて」
エンディングテーマ。作詞・歌は倉木麻衣、作曲はサイレンジ！、編曲は久下真音。

### 各話リスト
| 話数     | サブタイトル | 脚本     | 絵コンテ         | 演出         | 作画監督                                                               | 総作画監督                   | 放送日         |
| -------- | ------------ | -------- | ---------------- | ------------ | ---------------------------------------------------------------------- | ---------------------------- | -------------- |
| 第一幕   | 利休鼠       | 下山健人 | むらた雅彦       | むらた雅彦   | 白井裕美子 山口杏奈 岡崎洋美                                           | 谷野美穂                     | 2018年 7月23日 |
| 第二幕   | 梔子         | 下山健人 | 小平麻紀         | ゴ・ソンウン | パク・ヘラン ファン・ソンウォン                                        | 谷野美穂 鈴木政彦 五月女妃苗 | 7月30日        |
| 第三幕   | 撫子         | 下山健人 | 富沢信雄         | 宮田亮       | 南伸一郎                                                               | 鈴木美咲                     | 8月6日         |
| 第四幕   | 焦香         | 下山健人 | 長岡義孝         | 長岡義孝     | 林智子 熊川ありさ 白井裕美子                                           | 谷野美穂                     | 8月13日        |
| 第五幕   | 深川鼠       | 浦沢義雄 | 富沢信雄         | 牧野友映     | 滝口弘喜 佐藤秋子 菊池陽介 砂川正和 針生愛理 中原竜太                  | 鈴木美咲                     | 8月20日        |
| 第六幕   | 碧瑠璃       | 浦沢義雄 | 松尾衡           | 興満録助     | とみながまり 熊川ありさ シン・ミンソプ イ・サンジン ジョン・チョルギョ | 谷野美穂                     | 8月27日        |
| 第七幕   | 裏葉柳       | 下山健人 | ユキヒロマツシタ | 小山田桂子   | 鈴木政彦 鈴木美咲 谷野美穂                                             | 谷野美穂                     | 9月3日         |
| 第八幕   | 江戸紫       | 浦沢義雄 | むらた雅彦       | むらた雅彦   | 白井裕美子 林智子                                                      | 谷野美穂                     | 9月10日        |
| 第九幕   | 秘色         | 下山健人 | 菅井嘉浩         | 菅井嘉浩     | 中谷藍                                                                 | 鈴木政彦 野口寛明            | 9月17日        |
| 第十幕   | 檳榔子染     | 浦沢義雄 | 長岡義孝         | 長岡義孝     | 谷野美穂 小美戸幸代 宮西多麻子 J-CUBE シン・ヒョンシク                 | 鈴木美咲                     | 9月24日        |
| 第十一幕 | 似せ紫       | 下山健人 | 富沢信雄         | ゴ・ソンウン | パク・ヘラン ファン・ソンウォン                                        | 鈴木美咲 林智子              | 10月8日        |
| 最終幕   | 蘇芳         | 下山健人 | 富沢信雄         | むらた雅彦   | 谷野美穂 高田洋一 宍戸久美子                                           | 谷野美穂                     | 10月15日       |

### 放送局
| 放送期間                 | 放送時間                     | 対象地域                     | 備考     |
| ------------------------ | ---------------------------- | ---------------------------- | -------- |
| 2018年7月23日 - 10月15日 | 月曜 0:10 - 0:35（日曜深夜） | 日本全域（近畿広域圏を除く） | 字幕放送 |
|                          | 月曜 0:50 - 1:15（日曜深夜） | 近畿広域圏                   | 字幕放送 |

関西地区では、NHK大阪放送局制作の『まちけん参上!〜あなたの街のおもしろ検定〜』を放送するため遅れネットとなる。2018年10月1日は台風24号関連ニュース放送のため、放送休止。
インターネットでは、FODにて7月23日2時40分より独占配信される。

### BD / DVD
| 巻 | 発売日        | 収録話         | 規格品番   | 規格品番   |
| 巻 | 発売日        | 収録話         | BD         | DVD        |
| -- | ------------- | -------------- | ---------- | ---------- |
| 上 | 2019年1月30日 | 第1話 - 第6話  | ZMAZ-12531 | ZMSZ-12541 |
| 下 | 2019年2月27日 | 第7話 - 第12話 | ZMAZ-12532 | ZMSZ-12542 |

### Webラジオ
2018年7月15日から10月20日まで、清次役の榎木淳弥とお紅役の小松未可子がパーソナリティを務める『つくもがみ貸します〜出雲屋見聞録〜』が音泉にて配信された。初回は『インターネットラジオステーション＜音泉＞27時間ニコ生放送』内で配信され、2回目以降は毎週土曜日にアーカイブ配信された。
| NHK総合 月曜 0:10 - 0:35（日曜深夜）枠              | NHK総合 月曜 0:10 - 0:35（日曜深夜）枠          | NHK総合 月曜 0:10 - 0:35（日曜深夜）枠                     |
| 前番組                                              | 番組名                                          | 次番組                                                     |
| --------------------------------------------------- | ----------------------------------------------- | ---------------------------------------------------------- |
| ピアノの森（第1シリーズ） （2018年4月9日 - 7月2日） | つくもがみ貸します （2018年7月23日 - 10月15日） | ツルネ -風舞高校弓道部- （2018年10月22日 - 2019年1月21日） |